# Hồi hương ngẫu thư
Hồi hương ngẫu thư (chữ Hán: 回鄉偶書, tạm dịch: Ngẫu Nhiên Viết Nhân Buổi Mới Về Quê) là hai bài thơ Đường nổi tiếng trong lịch sử văn học Trung Quốc, được thi nhân Hạ Tri Chương sáng tác nhân lúc ông về thăm quê cũ ở Vĩnh Hưng, Việt Châu (nay thuộc huyện Tiêu Sơn, Chiết Giang, Trung Quốc).

## Khái quát
Hai bài Hồi hương ngẫu thư được viết theo thể thất ngôn tứ tuyệt. Căn cứ vào nội dung bài thơ, thời điểm sáng tác của hai bài thơ trong khoảng từ năm 742 (đầu niên hiệu Thiên Bảo, khi ông từ quan về quê) đến năm 744 (năm ông qua đời). Bấy giờ, Hạ Tri Chương đã ngoài 80 tuổi. Cả hai đều chung một nội dung, được viết với tâm trạng đau xót khi về quê cũ mà lại bị người ở quê mình coi là "khách xa xứ" do đã lâu không về quê vì làm việc ở kinh đô Trường An đã hơn 50 năm và lâu nay mới trở về, nhưng cũng đồng thời nói lên tình yêu quê hương của tác giả một cách chân thực mà sâu sắc, hóm hỉnh mà ngậm ngùi tình yêu quê hương thắm thiết của một người sống xa quê lâu ngày,trong khoảng khắc đặt chân về quê cũ

## Nhận định
| “                                                                                                 | “Hai bài thơ này diệu ở chỗ văn chương khinh khoái, tả người xa quê lâu ngày về rất là chân thành, tha thiết, không cần vẽ vời, tình thú dào dạt. Nhân sự tiêu mòn, Kính hồ như cũ, cảm khái vô hạn, gởi cả vào thơ, tình sâu vị đượm, thực là tác phẩm thượng thừa trong thơ thất tuyệt đời Đường. Toàn bài 1 và 2 câu cuối bài 2 đều được xưa nay truyền tụng là “giai cú”. | ” |
| — "Đường thi đại từ điển" – Giang Tô Cổ tịch xuất bản xã, 1990, tr.712, mục "Hồi hương ngẫu thư". | |   |

| “                                                                    | “Lâu năm làm khách xa quê, cảm khái tuổi già về lại quê nhà, thấm thía cái bi hoan của nhân sinh, chân thành, tha thiết động lòng người”. | ” |
| — "Đường đại danh gia thi tuyển" – Hải Nam xuất bản xã, 1994, tr.67. | |   |

| “                                                                            | “Tùy hứng viết ra ý tứ thơ do việc tác giả xa quê lâu năm, già về quê, kẻ sinh sau không nhận ra mình, lại gọi mình là khách đến làng, cho nên trong thơ cảm khái tự thương tuổi già…, Chỗ hay của bài thơ là bình dị, sáng rõ, dễ cảm, trong lòng ẩn chứa nỗi đau, nghìn năm sau còn làm động lòng người” | ” |
| — "Tân dịch Đường thi tam bách thủ", Tam Dân thư điếm. Đài Bắc 2005, tr.468. | |   |

| “                                                                                                  | “Bài thơ ngữ ngôn phác thực, tự thuật sinh động, phong phú ý vị nhân tình… Nói về kỹ xảo, tuy không luyện chữ khắc ý, cũng có sự sắp xếp: thiếu tiểu và lão đại, ly và hồi, hương âm không đổi và tóc mai đã rụng là 3 tổ hợp đối tỉ (…) khiến người ta có cái cảm sâu sắc về biển dâu (thương tang). Hai câu sau của bài lấy từ trong sinh hoạt, là một bức tranh tế vi, từ trong sự vật bình thường hóa thành tuyệt xướng” | ” |
| — "Trung Hoa thiên cổ danh thiên tân biên", Thượng Hải, Phúc Đán đại học xuất bản xã, 2000, tr.37. | |   |

| “                                                                               | “...[Bài thơ] thực bao hàm cả ngàn câu vạn lời về cái cảm xúc biển dâu… Trẻ con cười hỏi” đã làm dậy lên trong lòng nhà thơ bao nhiêu ý vị về quê…” Thủ pháp ngụ bi vu tiếu, ngụ thực vu hư (gửi cái bi trong cái cười, gửi cái thực trong cái hư) sức mạnh nghệ thuật thâm trầm, trăm ngàn năm nay không thời nào không làm độc giả động lòng. Hai bài này ý cảnh như đạm mà nồng”. | ” |
| — "Cổ thi hải (tập thượng)". Thượng Hải cổ tịch xuất bản xã, 1992, tr. 467–468. | |   |

Bài thơ được đưa vào giảng dạy trong chương trình ngữ văn ở cấp Trung học Cơ sở tại Việt Nam.